# Кривая «цена—потребление»
Кривая «цена—потребление» (англ. Price–consumption curve, PCC) — график, связывающий все точки равновесия потребителя на карте кривых безразличия, соответствующие различным объёма спроса товара X при изменении в ценах и фиксированном уровне доходов потребителя. Кривая демонстрирует зависимость объёма спроса на товар X при различных ценах и фиксированном доходе потребителя.

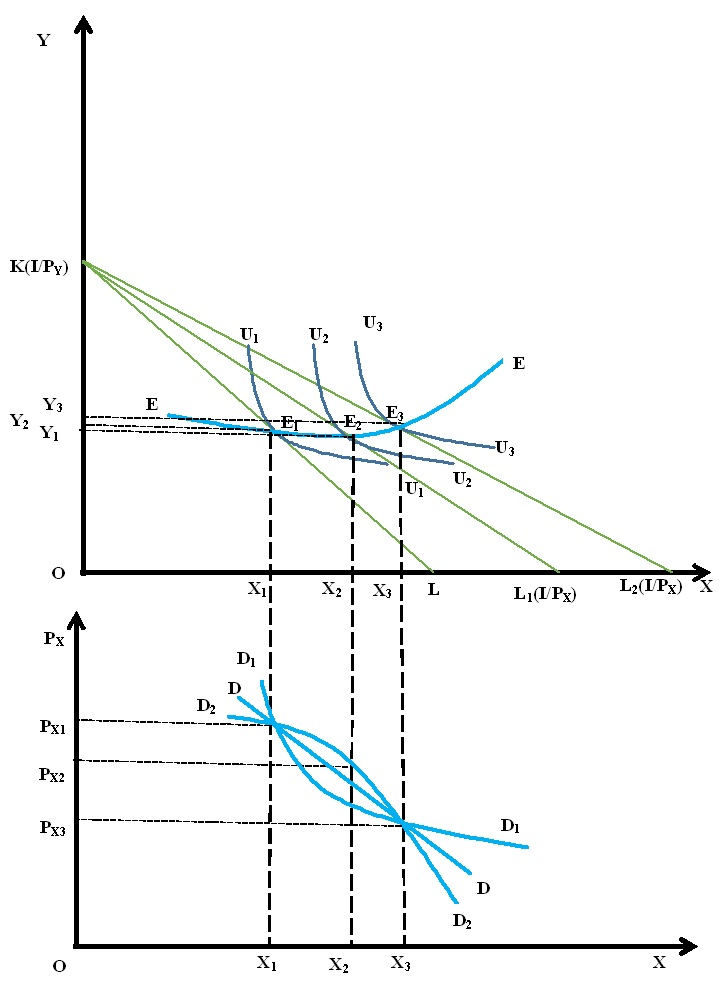
'Кривая «цена—потребление» и кривая спроса

## Определение
Кривая «цена—потребление» — график, связывающий все точки равновесия потребителя на карте кривых безразличия, соответствующие различным объёма спроса товара X при изменении в ценах, но при постоянной величине доходов потребителя. Кривая демонстрирует зависимость объёма спроса на товар X при различных ценах и фиксированном доходе потребителя. Кривая - это совокупность наборов, на которые предъявляется спрос при различных ценах товара X.

## Кривая «цена—потребление»
На рисунке 1 «Кривая «цена—потребление» и кривая спроса» снижение цены на товар X приводит к повороту против часовой стрелки бюджетной линии до новой точки пересечения с осью ОХ, более удаленной от начала координат. Покупатель потребляет больше товара, сокращая для себя предельную полезность этого товара, уравнивая её с новой, более низкой ценой. 
Изменение цены товара при постоянстве дохода приводит к повороту бюджетной линии. Каждому значению цены товара Х будет соответствовать своя бюджетная линия, а каждой бюджетной линии - своя точка касания с какой-нибудь кривой безразличия. Соединив все эти точки выбора получается кривая EE — кривая «цена—потребление» товара X.
Кривая спроса и кривая «цена—потребление» - два различных подхода, описывающие, как покупаемое количество товара изменяется при изменении цены товара при прочих равных условиях.